# Villa Guadalupe
Villa Guadalupe es un ejido del Municipio de Bácum ubicado en el sur del estado mexicano de Sonora en la zona del Valle del Yaqui cercano a la afluencia del río Yaqui. El ejido es la novena localidad más habitada del municipio, ya que según los datos del Censo de Población y Vivienda realizado en 2020 por el Instituto Nacional de Estadística y Geografía (INEGI), Villa Guadalupe tiene un total de 440 habitantes. Fue fundado por resolución presidencial el 9 de junio de 1970, dándole un territorio de 458 hectáreas para uso de agricultura, beneficiándose 22 campesinos capacitados para uso de estas.

## Geografía
Véase también: Geografía del municipio de Bácum
Villa Guadalupe se sitúa en las coordenadas geográficas 27°12'53" de latitud norte y 110°07'52" de longitud oeste del meridiano de Greenwich, a una elevación de 4 metros sobre el nivel del mar, se encuentra en el territorio sur del municipio de Bácum, en el valle del Yaqui.